# فیلیپو فورو
فیلیپو فورو (انگلیسی: Filippo Forò؛ زادهٔ ۲۲ دسامبر ۱۹۸۷) بازیکن فوتبال اهل ایتالیا است.
از باشگاه‌هایی که در آن بازی کرده‌است می‌توان به باشگاه فوتبال تریستیانا، باشگاه فوتبال پروجا، و باشگاه فوتبال ویچنزا اشاره کرد.